# 미토야정
미토야정(三刀屋町)은 시마네현 동부에 면했던 정이며, 이시군에 속했다. 2004년 11월 1일에 이시군 미토야정, 가케야정, 요시다촌 가모정, 다이토정, 기스키정과 합병해 운난시가 되어 소멸하였다.

## 역사
- 1889년 4월 1일 - 정촌제 시행과 함께 합병전의 정역인 미토야촌이 성립하였다.
- 1928년 11월 1일 - 정으로 승격해 미토야정이 되었다.
- 1954년 1월 20일 - 3개의 촌과 합병해 새로운 미토야정이 성립하였다.
- 2004년 11월 1일 - 이시군 미토야정, 가케야정, 요시다촌 가모정, 다이토정, 기스키정과 합병해 운난시가 성립하였다. 동일 미토야정은 폐지되었다.

## 교통

### 도로
- 국도 제54호선
- 국도 제314호선 (일본)(일본어판)